# آدیلتون دا سانتوس
آدیلتون دا سیلوا سانتوس (به پرتغالی: Adilson dos Santos) مدافع اهل برزیل است که در شهر آراکاخو، سرژیپه و در تاریخ ۱۲ مهٔ ۱۹۷۶ به دنیا آمده‌است.
آدیلتون دا سیلوا سانتوس در تیم‌های فوتبال Apucarana Atlético Clube سابقهٔ حضور دارد.